# Karl Feußner

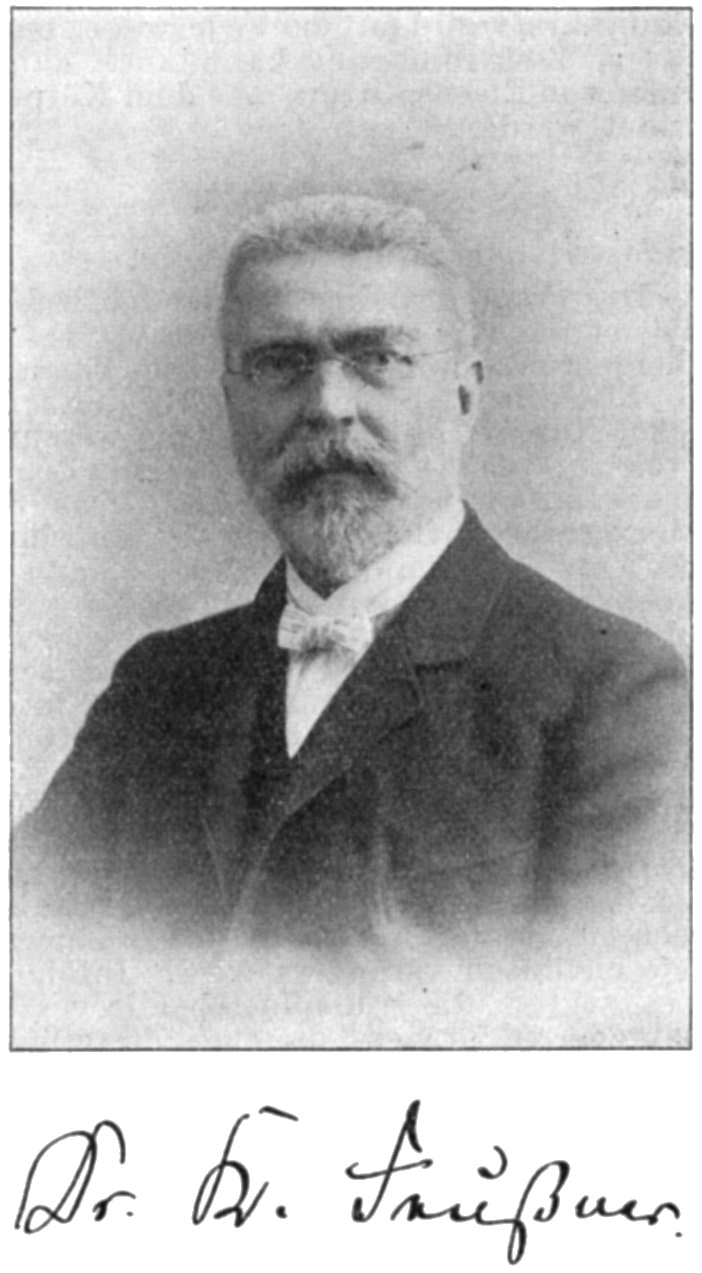

Karl Feußner (* 17. Oktober 1855 in Rinteln; † 24. Oktober 1915 in Berlin) war ein Elektrotechniker.

## Leben
Feußner war ein Sohn von Heinrich Feußner (1803–1877), einem Gymnasialoberlehrers in Hanau und Rinteln, und dessen Ehefrau Marie Cöster (* 1818), der Tochter des Hanauer Landrats Georg Friedrich Cöster (1780–1839).
Der Großvater, Heinrich Wilhelm Feußner, war Gutsverwalter auf Hof Fleckenbühl in Schönstadt. Sein Bruder Wilhelm Feußner (1843–1928) wurde Physiker in Marburg.
Karl Feußner studierte in Marburg, wo er 1882 mit der Dissertation Neue Methode der Brechungsexponentenbestimmung mittels Totalreflexion promovierte. Anschließend war er Lehrer. 1882 entwickelte er ein Totalreflektometer und 1884 neue Polarisationsprismen (z. B. Feußner-Prisma).
1888 heiratete er in Schmalkalden Clara Habicht (1860–1938), die Tochter des Advokaten August Habicht. Ihr Sohn Otto Feussner (1890–1934) wurde Physiker.
1888 übernahm Karl Feußner die Leitung der elektrischen Abteilung der neugegründeten Physikalisch-Technischen Reichsanstalt in Berlin-Charlottenburg. Er verbesserte die damals bescheidenen Messeinrichtungen. Die noch unvollkommene Poggendorffsche Kompensationsschaltung machte er zu einem Präzisions-Spannungsmessgerät. Zusammen mit Stephan Lindeck schuf er um 1889 die neuen Widerstandslegierungen Manganin und Konstantan und im folgenden Jahr Glimmerblatt-Widerstände (dünne Metallbänder auf dünne Glimmerblätter aufwickelt). 1901 entwickelte er eine Wirbelstrombremse. Er gestaltete auch elektrische Prüfämter.
Mit Franz Linke konstruierte er das kalorische Strahlungsmessgerät Panzeraktinometer. Als Relativinstrument war es jedoch Absolutinstrumenten wie dem Kompenstionspyrheliometer von A. Ängström von 1893 unterlegen. Er konstruierte auch ein Quarzglas-Pyrheliometer.

## Veröffentlichungen
- Die Prismen z. Polarisation d. Lichtes, in: Zs. f. Instrumentenkde. 4, 1884
- Metall-Legierungen f. elektr. Widerstände; ebd. 9, 1889
- Die elektr. Normal-Drahtwiderstände d. Physikal.-Techn. Reichsanstalt; 1895
- Ein Kompensationsapparat z. Spannungsmessung; 1890
- Die Konstruktion d. elektr. Normalwiderstände d. Physikal.-Techn. Reichsanstalt; in: Elektrotechn. Zs. 12, 1891
- Kombinationsschaltung elektr. Widerstandssätze, ebd. 12, 1891, S. 294
- Neue Materialien f. elektr. Meßwiderstände; ebd. 13, 1892, S. 99–102;
- Neue Formen elektr. Widerstandssätze; 1899;
- Hochspannungsbatterien; 1899

## Belege
1. ↑  Josef Krönert: Feußner, Karl. In: Neue Deutsche Biographie (NDB). Band 5, Duncker & Humblot, Berlin 1961, ISBN 3-428-00186-9, S. 117 (Digitalisat).
2. ↑  „Feußner, Friedrich Wilhelm“, in: Professorenkatalog der Philipps-Universität Marburg online (Stand: 12. August 2016)
3. ↑  F. Möller: Geschichte der meteorologischen Strahlungsforschung. In: Deutscher Wetterdienst (Hrsg.): promet. meteorologische fortbildung. Heft 2/1973, S. 1–22, hier S. 8. (Online (Seite nicht mehr abrufbar, festgestellt im April 2019. Suche in Webarchiven)  Info: Der Link wurde automatisch als defekt markiert. Bitte prüfe den Link gemäß Anleitung und entferne dann diesen Hinweis.; PDF; 924 kB)

| Personendaten    | Personendaten              |
| ---------------- | -------------------------- |
| NAME             | Feußner, Karl              |
| KURZBESCHREIBUNG | deutscher Elektrotechniker |
| GEBURTSDATUM     | 17. Oktober 1855           |
| GEBURTSORT       | Rinteln                    |
| STERBEDATUM      | 24. Oktober 1915           |
| STERBEORT        | Berlin                     |